# Lacinipolia obnigra
Lacinipolia obnigra là một loài bướm đêm trong họ Noctuidae.